# B-파이터 카부토
《B-파이터 카부토》 (일본어: ビーファイターカブト 비 파이터 카부토[*])은 일본 토에이에서 제작한 메탈 히어로 시리즈 1996년 3월 3일 1997년 2월 16일 TV 아사히에서 방영되었다.

## 등장인물
- 도바 코우헤이(일본어: 鳥羽 甲平)

생년월일은 1976년 5월 11일. 이후 오미라는 예명으로 활동하다 2002년 이후에 은퇴했다. 본작의 주인공이며 비 파이터 카부토로 변신할 수 있다. 17세(1984년생). 세인트 홀리 학원 고등학교 3학년이며 시스콘이다.

## 캐스트
- 도바 코우헤이 - 나카사토 히데오미(中里栄臣)
- 훌리오 리베라 - 타카이와 세이지(高岩成二)